# São José do Sul
São José do Sul es un municipio brasileño del estado de Rio Grande do Sul. Su población estimada en 2010 fue de 2.082 habitantes.